# Leonard Schreiber
Pour les articles homonymes, voir Schreiber.
Leonard Schreiber est un violoniste belge né à Anvers le 16 septembre 1984.

## Biographie
Leonard Schreiber commence le violon à l'âge de six ans, et fait ses débuts de concertiste dès l'année suivante en jouant l'un des concertos de Vivaldi avec l'orchestre philharmonique royal de Flandre.
En 1993, il est finaliste du Concours De Bériot à Bruxelles.
Il remporte en 1995 le concours international de violon Herman Krebbers à Maastricht aux Pays-Bas, ce qui lui donne l'opportunité d'interpréter différents concertos pour violon et orchestre, et de travailler sous la direction du chef belge Dirk Brossé.
Leonid Kerbel le prépare ensuite pour une carrière professionnelle.
Aussi, il participe à différentes masterclasses avec des professeurs tels que Felix Andrievsky, Herman Krebbers et Boris Kuschnir, mais également des éminents solistes tels que Shlomo Mintz, Gérard Poulet et Maxime Venguerov.
En 1999, Leonard Schreiber obtient une bourse pour intégrer la célèbre The Purcell School située à Bushey dans le Hertfordshire en Angleterre, ce qui lui permet de perfectionner ses études musicales et de passer ses A levels (musique et français) à 17 ans.
Il poursuit ensuite ses études avec le docteur Felix Andrievsky au Royal College of Music de Londres, dont il est l'un des plus jeunes étudiants, où il reçoit une bourse qui couvre tous ses frais de spécialisation en tant que Bachelor of Music.
Il obtiendra sa licence avec la plus haute distinction décernée par le Collège (First Class Honour) en 2004.
Depuis lors, il se perfectionne en suivant les cours de Levon Chilingirian au RCM, ce qui lui permet d'obtenir le prix Frederick Johnston. Il obtient également différentes bourses de la part de la Musical Benevolent Fund et du MMSF.
En 2008, le magazine Classica et Radio France l’ont choisi comme « Découverte du mois de juin ».
Il est passé à l’émission Dans la cour des grands de Gaëlle Le Gallic (interview et récital) et a été élu « coup de cœur des auditeurs » de France Musique.
Violoniste-concertiste de talent, il est heureux de se consacrer aussi à la musique de chambre. Ainsi Léonard Schreiber succède à Philippe Talec et intègre le Trio Chausson en 2015.

## Concerts
Leonard Schreiber a donné des concerts et des récitals dans de nombreux pays européens tels que la Belgique, la France, l'Allemagne, les Pays-Bas, l'Italie, l'Espagne et le Royaume-Uni, mais aussi en Israël, à Monaco, en Suisse et en Ukraine.
À noter qu'il a joué en tant que soliste avec l'orchestre philharmonique royal de Flandre, le Collegium Musicum de Kiev, l'orchestre symphonique de Jérusalem, les London Soloists et l'orchestre philharmonique de la radio de Lima au Pérou.
Il a également eu le privilège de jouer pour le prince Charles au château de Windsor, et pour le prince Philippe à Bruxelles.
Enfin, il a été invité par Mischa Maisky pour participer à un programme musical produit par la chaîne de télévision japonaise NHK.
En 2004, il remporte le concours Junge Stars von Morgen à Coblence en Allemagne.
La même année, il est finaliste au Young Concert Artist Trust Competition qui s'est déroulé au Wigmore Hall de Londres.
Il remporte aussi le concours de violon du Royal College of Music, en interprétant le concerto pour violon en ré mineur de Aram Khatchatourian avec l'Orchestre du Collège dirigé par Neil Thomson.
En 2006 et 2007, Leonard Schreiber participe au Festival de musique de Menton.
Il fait ses débuts à Paris en janvier 2008 à la salle Gaveau, en interprétant avec brio le concerto pour violon n°1 en sol mineur op. 26 de Max Bruch.
En avril 2008, Leonard Schreiber a participé au concert de gala donné en l'honneur du 60e anniversaire du prince de Galles au palais de Buckingham.
En septembre 2008, il a joué en récital avec le pianiste Emmanuel Despax à Cadogan Hall à Londres, puis a joué avec l'Orpheus Sinfonia le premier concerto pour violon de Jean-Sébastien Bach.
En décembre 2008, il joue à Anvers pour la première fois avec l'organiste Jan Van Mol des œuvres de Jean-Sébastien Bach et Eugène Ysaye.
Parmi ses concerts en 2009, Leonard Schreiber jouera au Royal Festival Hall de Londres et à la salle Gaveau à Paris où il a été invité pour la deuxième année consécutive.

## Instrument
Leonard Schreiber joue actuellement[Quand ?] sur un violon italien fabriqué à Ferrare en 1710 par Alessandro Mezzadri, prêté gracieusement par monsieur Georg Von Opel.